# Piper phalangense
Piper phalangense är en pepparväxtart som beskrevs av C. Dc.. Piper phalangense ingår i släktet Piper och familjen pepparväxter. Inga underarter finns listade i Catalogue of Life.